# Jan Pekelder
Jan Pekelder, né à Rotterdam (Pays-Bas) en 1956, est un linguiste néerlandais.

## Domaines de recherches
Son expertise se situe principalement dans les domaines de la syntaxe synchronique et contrastive, et de la méthodologie de la recherche en syntaxe. Accessoirement, il s'est intéressé à la didactique des langues étrangères. Il se consacre désormais à la vulgarisation des sciences du langage. 

## Biographie
Il a fait des études en sciences du langage à l' Université Paris-Descartes (Paris V), en  lettres néerlandaises et françaises à l'Université d'Etat de Leyde et en linguistique générale, phonétique et linguistique française à l'Université Marc Bloch de Strasbourg. Il a soutenu un doctorat ès lettres à l'UCLouvain (Belgique) en 1992. Enfin, en 1999, il a soutenu un dossier d'habilitation à diriger des recherches (H.D.R.) à Sorbonne-Université. Il a été élu professeur des universités (Pr) en linguistique synchronique à Sorbonne-Université en 2000, fonction qu'il exercera jusqu'en 2022. Parallèlement,  de 2008 à 2020, il a rempli la fonction de professeur (Pr) en linguistique à L'Univerzita Karlova v Praze (Rép. Tchèque). Depuis 2023, il est professeur invité dans ce dernier établissement. Il a publié plusieurs livres et articles dans les domaines de la syntaxe et de la didactique.  En 2020, il a fait paraître son premier livre de vulgarisation scientifique, nommé au Taalboekenprijs 2021 (Prix néerlandais du meilleur livre sur la langue). En 2024, il a publié Verboden Vlaams te spreken [Interdiction de parler flamand], couronné par le Prix de l'Ordre van den Prince 2025, section Flandre-Occidentale. Il a rempli de multiples missions d'enseignement et de recherche dans plusieurs universités en Europe et en Indonésie. Il a été président de l'Association Internationale des Etudes Néerlandaises (IVN).